# 卡梅尼火山
卡梅尼火山是俄羅斯的火山，位於堪察加半島南部，毗鄰克柳切夫火山，海拔高度4,579米，是堪察加第二高火山，最近一次火山噴發在公元前808年發生。